# Carola Reimann

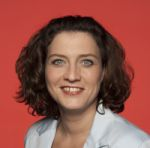
Foto de Carola Reimann.

Carola Reimann (nascida em 25 de agosto de 1967) é uma política alemã. Membro do Partido Social Democrata da Alemanha, ela representa Braunschweig no Bundestag desde 2002.